# Linognathus petasmatus
Linognathus petasmatus är en insektsart som beskrevs av Ferris 1951. Linognathus petasmatus ingår i släktet Linognathus och familjen nötlöss. Inga underarter finns listade i Catalogue of Life.